# Zen Nihon Kendō Renmei Iaidō
Zen Nihon Kendō Renmei Iaidō (全日本剣道連盟居合 zennihonkendōrenmeiiai?) es el estilo estándar de iaidō (居合道?) de la Federación Japonesa de Kendō (Zen Nihon Kendō Renmei o ZNKR). Este nombre suele abreviarse como ZNKR iaidō (leído Zenkenren iaidō), aunque este estilo moderno de iaidō también es conocido popularmente por otras denominaciones que tuvo anteriormente como Seitei iai (iai estándar) o Seitei gata (forma estándar).
Dado que existen una gran cantidad de escuelas tradicionales (koryū) diferentes que enseñan iaidō, es importante diferenciar este estilo moderno de ellas, el cual no se considera una escuela en el sentido tradicional de la palabra sino un método de trabajo moderno. El ZNKR iaidō es entendido como una forma de trabajo más orientada al desarrollo personal, físico y técnico del practicante que a la efectividad en combate, mientras que en las distintas escuelas tradicionales el realismo de las técnicas es mayor, aunque desde la ZNKR se considera que ambos tipos de práctica no son excluyentes.
Este estilo fue creado por la ZNKR principalmente para ayudar a popularizar el iaidō y facilitar su enseñanza y difusión, especialmente entre los practicantes de kendō. Tras su creación este método tuvo un gran éxito, no solo entre los practicantes de kendō sino también entre quienes practicaban exclusivamente iai.

## Creación
En 1952 se crea la ZNKR tras el levantamiento de la prohibición de la práctica de artes marciales durante la ocupación estadounidense. Ante el hecho de que la mayoría de los kendokas jóvenes no conocían la práctica con katanas de proporciones reales, ni las escuelas antiguas, la ZNKR creó un comité de maestros pertenecientes a distintas escuelas tradicionales de iai para que creasen un programa que enseñase los conceptos más elementales de estas disciplinas, y que facilitase la introducción de los practicantes de kendō en ellas.
En 1969 se presenta oficialmente un programa de siete katas inspiradas en las pertenecientes a diversas escuelas tradicionales, especialmente en Musō Jikiden Eishin-ryū, Musō Shinden-ryū y Hoki-ryū. En 1980 se añaden otros tres katas, y en el año 2000 dos más, conformando el actual programa de 12 katas. 
El programa de la ZNKR es revisado periódicamente y ocasionalmente se realizan ligeros cambios.

## Práctica
Dentro de los dojos relacionados de alguna forma con la ZNKR normalmente los principiantes comienzan aprendiendo los 12 katas del programa. Una vez el alumno conoce a un nivel básico los fundamentos que enseña este sistema se considera que debería además practicar de una koryū, y a partir de los exámenes de 4º Dan en adelante, el practicante además de katas del programa de la ZNKR, debe realizar katas de la escuela que practique. Por tanto, desde la ZNKR se entiende que ambos tipos de práctica son compaginables y complementarios. 
No obstante, esta forma de estructurar la enseñanza es propia de los dojos relacionados con la ZNKR, pero no todos los practicantes de iai están afiliados a ella ni tienen por qué seguirla. Es perfectamente válida la práctica de una escuela sin necesidad de conocer el ZNKR iaidō, ya que estas ya eran practicadas antes de la creación de este método. Incluso existen escuelas que desaconsejan a sus practicantes entrenar estas formas modernas, aunque esto último no es lo habitual. Todos estos detalles dependerán principalmente del dojo y el profesor concreto con quien se entrene, y en general la organización a la que se esté afiliado.
Debido a que el ZNKR iaidō es una forma estándar que pueden entrenar practicantes pertenecientes a cualquier escuela tradicional, goza de una gran popularidad y es ampliamente practicado, celebrándose en países de todo el mundo seminarios con maestros de alto grado en esta disciplina de forma regular.
Dentro del ZNKR iaidō también existen competiciones técnicas basadas en la ejecución de katas, y se celebran habitualmente todo tipo de competiciones regionales, nacionales e internacionales.

## Katas oficiales del ZNKR iaidō
1. Mae (前?)
2. Ushiro (後ろ?)
3. Ukenagashi (受け流し?)
4. Tsuka-ate (柄当て?)
5. Kesagiri (袈裟切り?)
6. Morote-tsuki (諸手突き?)
7. Sanpōgiri (三方切り?)
8. Ganmen-ate (顔面当て?)
9. Soete-tsuki (添え手突き?)
10. Shihōgiri (四方切り?)
11. Sōgiri (総切り?)
12. Nukiuchi (抜き打ち?)